# Vingt regards sur l’enfant-Jésus
Vingt regards sur l’enfant-Jésus (Dwadzieścia spojrzeń na Dzieciątko Jezus) – cykl dwudziestu utworów skomponowanych przez francuskiego kompozytora Oliviera Messiaena w 1944 roku na fortepian solo, uznawany powszechnie za jedno z największych wydarzeń w historii muzyki fortepianowej i techniki pianistycznej, stanowiące jednocześnie kwintesencję Messiaenowskiego stylu.

## Historia
Messiaen, wkrótce po zwolnieniu z obozu koncentracyjnego Stalag VIII A w Görlitz, pierwotnie planował cykl Spojrzeń... jako realizację zamówienia francuskiego radia na dwanaście krótkich utworów stanowiących tło dla recytacji wierszy Maurice’a Toeski. Audycja słowno-muzyczna miała opisywać narodzenie Jezusa. Toesca, poruszony Messiaenowskim Kwartetem na koniec czasu, spotkał się z kompozytorem w lutym 1944 roku, aby uzgodnić szczegóły współpracy przy zamówieniu; wtedy też Messiean dowiedział się, że tekst ma nosić tytuł Les douze Regards („Dwanaście Spojrzeń”). Sześć tygodni później „Dwanaście Spojrzeń” zostało ukończonych i przekazanych Messiaenowi przy okazji koncertu, na którym wykonano jego Visions de l’Amen. Muzyczny cykl, którego komponowanie Messiaen rozpoczął 23 marca 1944, rozrósł się jednak do rozmiarów ogromnego, monumentalnego dzieła, którego wykonanie zajmuje dwie godziny. Ukończony został 8 września i zadedykowany uczennicy, a następnie drugiej żonie kompozytora, pianistce Yvonne Loriod. Wraz z kompozytorem, czytającym ze sceny komentarze do kolejnych ogniw, 19 grudnia 1944 dokonała ona publicznej premiery w sali koncertowej Konserwatorium Paryskiego. Mimo entuzjazmu Toeski muzyka nigdy nie została wykorzystana w radiu.
Tematykę utworu stanowi rozważanie nad dzieciństwem Jezusa. Wśród inspiracji kompozytor wymieniał – prócz śpiewu ptaków, muzyki orientalnej oraz wiary katolickiej, które pojawiają się w niemal wszystkich jego utworach – dźwięk dzwonów, stalaktyty, galaktyki i fotony. Wśród inspiracji literackich znalazły się pisma bł. Columby Mariona, św. Tomasza z Akwinu, św. Jana od Krzyża, św. Teresy z Lisieux, ewangelie oraz mszał. Każdemu z ogniw towarzyszy słowny komentarz kompozytora, zawierający wyjaśnienie oraz krótką refleksję.

## Układ części

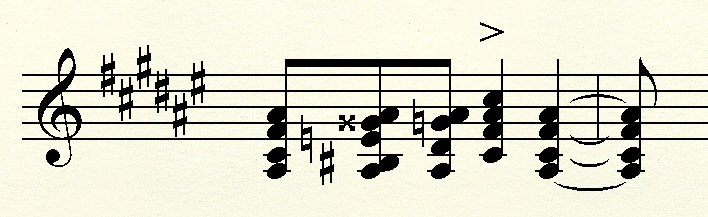
Thème de Dieu („Motyw Boga”)

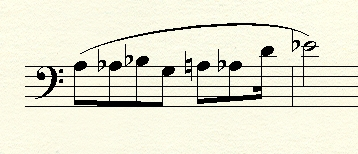
Thème de l’étoile et de la croix („Motyw gwiazdy i krzyża”)

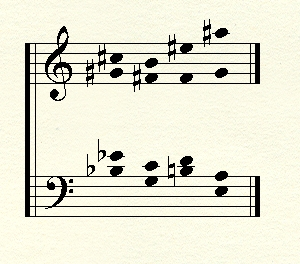
Thème d’accords („Motyw akordów”)

Zgodnie z tytułem zbiór składa się z dwudziestu utworów:
1. Regard du Père („Spojrzenie Ojca”)
2. Regard de l’étoile („Spojrzenie gwiazdy”)
3. L’échange („Przemiana”)
4. Regard de la Vierge („Spojrzenie Dziewicy”)
5. Regard du Fils sur le Fils („Spojrzenie Syna na Syna”)
6. Par Lui tout a été fait („A przez Niego wszystko się stało”)
7. Regard de la Croix („Spojrzenie Krzyża”)
8. Regard des hauteurs („Spojrzenie wysokości”)
9. Regard du temps („Spojrzenie czasu”)
10. Regard de l’Esprit de joie („Spojrzenie Ducha radości”)
11. Première communion de la Vierge („Pierwsza Komunia Dziewicy”)
12. La parole toute-puissante („Wszechmocne Słowo”)
13. Noël („Boże Narodzenie”)
14. Regard des anges („Spojrzenie aniołów”)
15. Le baiser de l’enfant-Jésus („Pocałunek Dzieciątka Jezus”)
16. Regard des prophètes, des bergers et des mages („Spojrzenie proroków, pasterzy i magów”)
17. Regard du silence („Spojrzenie ciszy”)
18. Regard de l’onction terrible („Spojrzenie naznaczonego”)
19. Je dors, mais mon cœur veille („Ja śpię, lecz moje serce się budzi”)
20. Regard de l’église d’amour („Spojrzenie Kościoła miłości”)

### Thèmes
W kolejnych ogniwach zbioru kompozytor stosuje powracające tematy (lejtmotywy), które odzwierciedlają pewne idee i jednocześnie łączą utwory w spójną całość. Znajdują się wśród nich:
- Thème de Dieu („Motyw Boga”) – zaprezentowany w pierwszym Spojrzeniu, stanowiony przez pięć akordów;
- Thème de l’étoile et de la croix („Motyw gwiazdy i krzyża”) – zaprezentowany w drugim Spojrzeniu, mający charakter melodyczny;
- Thème de l’amour mystique („Motyw mistycznej miłości”);
- Thème d’accords („Motyw akordów”) – zaprezentowany w szóstym Spojrzeniu, składający się z czterech akordów o czterech dźwiękach;
- Thème de danse orientale et plain chantesque („Motyw tańca orientalnego i chorału”);
- Thème de joie („Motyw radości”);
- 1er Thème („Pierwszy Motyw” – motyw pojawiający się w ostatniej części, opisany w analizie kompozytora).

Tematy te pojawiają się w różnych częściach cyklu, przyjmując różną postać. „Motyw Boga”, na przykład, ukazany jest jako progresja akordów (cz. 1), cantus firmus pod imitacją śpiewu ptaków (cz. 5), „zwycięska twarz zza płomieni” (cz. 6), gwałtowny taniec (cz. 10), kołysanka (cz. 15) czy wreszcie jako tryumf miłości i radości (cz. 20).

## Wykonania
Wykonanie wszystkich Spojrzeń ma miejsce rzadko. Nagrania pełnego zbioru dokonało kilku pianistów, m.in. Yvonne Loriod, Steven Osborne, Pierre-Laurent Aimard i Håkon Austbø. W Polsce utwór po raz pierwszy i jedyny wykonał kompozytor Eugeniusz Knapik, nauczyciel akademicki Akademii Muzycznej im. Karola Szymanowskiego w Katowicach. Od roku 1989 dzieło to wykonywał w całości Jerzy Godziszewski (1935–2016), profesor Akademii Muzycznej im. Feliksa Nowowiejskiego w Bydgoszczy. 27 kwietnia 2022 roku kompletny cykl Spojrzeń wykonała Dominika Peszko podczas koncertu z okazji prezydencji Francji w Radzie Unii Europejskiej oraz 30. rocznicy śmierci Oliviera Messiaena w ramach 34. Krakowskiego Międzynarodowego Festiwalu Kompozytorów. W 2022 kompletny cykl wykonała Wioletta Fluda-Tkaczyk podczas odbywającego się w Krakowie festiwalu 6 Tygodni.